# ويد غويتون
ويد غويتون (بالإنجليزية: Wade Guyton)‏ هو رسام أمريكي، ولد في 1972 في هاموند في الولايات المتحدة.

## وصلات خارجية
- ويد غويتون على موقع ديسكوغز (الإنجليزية)